# تیمیانکی آدمی
تیمیانکی آدمی (به لاتین: Tymianki-Adamy) یک منطقهٔ مسکونی در لهستان است که در Gmina Boguty-Pianki واقع شده‌است.

## خصوصیات
تیمیانکی آدمی ۱۲۰ نفر جمعیت دارد و ۱۲۵ متر بالاتر از سطح دریا واقع شده‌است.